# Frank Marshall (kỳ thủ cờ vua)

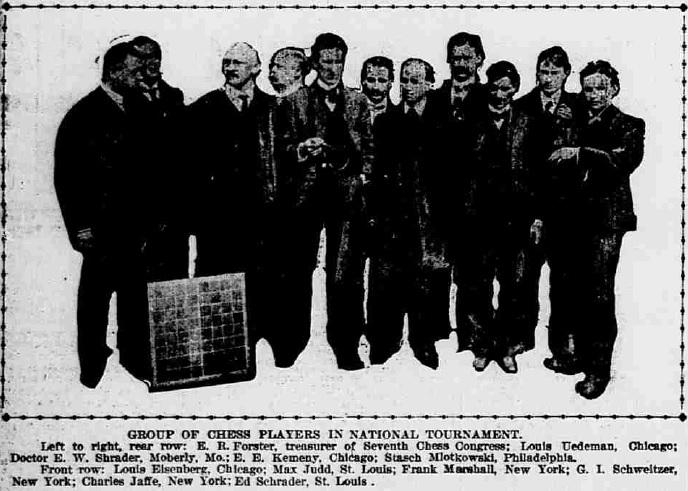
Marshall chiến thắng tại giải cờ St. Louis (1904).

Frank James Marshall (10 tháng 8 năm 1877 – 9 tháng 11 năm 1944) là vô địch cờ vua Hoa Kỳ từ năm 1909 tới năm 1936, và một trong những kỳ thủ cờ vua mạnh nhất trên thế giới trong những năm đầu của thế kỷ 20.

## Sự nghiệp cờ vua
Marshall sinh ra tại New York City, và sống tại Montreal, Canada, từ năm 8 đến 19 tuổi. Ông bắt đầu chơi cờ khi lên 10, và vào năm 1890 (13 tuổi) là một trong những kỳ thủ hàng đầu tại Montreal.
Ông đã giành chức vô địch giải 1904 Cambridge Springs International Chess Congress (với số điểm 13/15, đứng trên nhà vô địch thế giới Emanuel Lasker) và giải cờ Đại hội Hoa Kỳ vào năm 1904, nhưng đã không nhận được danh hiệu vô địch quốc gia bởi vì nhà vô địch của Hoa Kỳ vào lúc đó - Harry Nelson Pillsbury không tham gia thi đấu. Năm 1906 Pillsbury chết và Marshall một lần nữa từ chối danh hiệu vô địch nước Mỹ cho đến khi ông giành được nó trong giải đấu chính thức vào năm 1909.
Năm 1907, ông đã chơi một trận đấu giành ngôi vô địch thế giới với đương kim vô địch thế giới Emanuel Lasker và thua với tỷ số +0-8=7. Họ chơi các ván cờ tại các thành phố New York City, Philadelphia, Washington, D.C., Baltimore, Chicago, và Memphis từ ngày 26 tháng 1 tới ngày 8 tháng 4 năm 1907.

## Sách
- Frank Marshall, My Fifty Years of Chess, 1942, ISBN 1-84382-053-6 (2002 Hardinge Simpole edition), also published as Frank Marshall's Best Games of Chess, ISBN 0-486-20604-1 (1960 Dover Publications). This was republished in 2003: ISBN 978-1447472513 (Buchanan Press {ngày 9 tháng 1 năm 2013})
- Andy Soltis, Frank Marshall, United States Chess Champion: A Biography With 220 Games, 1994, ISBN 0-89950-887-1.